# Otdelénie Nº 3 sovkhoza Rossiïski
Otdelénie Nº 3 sovkhoza Rossiïski (en rus: Отделение № 3 совхоза «Российский») és un poble de l'óblast d'Omsk, a Rússia, que en el cens del 2010 tenia 412 habitants. Pertany al districte rural de Mariànovka.